# Hasora
Hasora är ett släkte av fjärilar. Hasora ingår i familjen tjockhuvuden.

## Bildgalleri

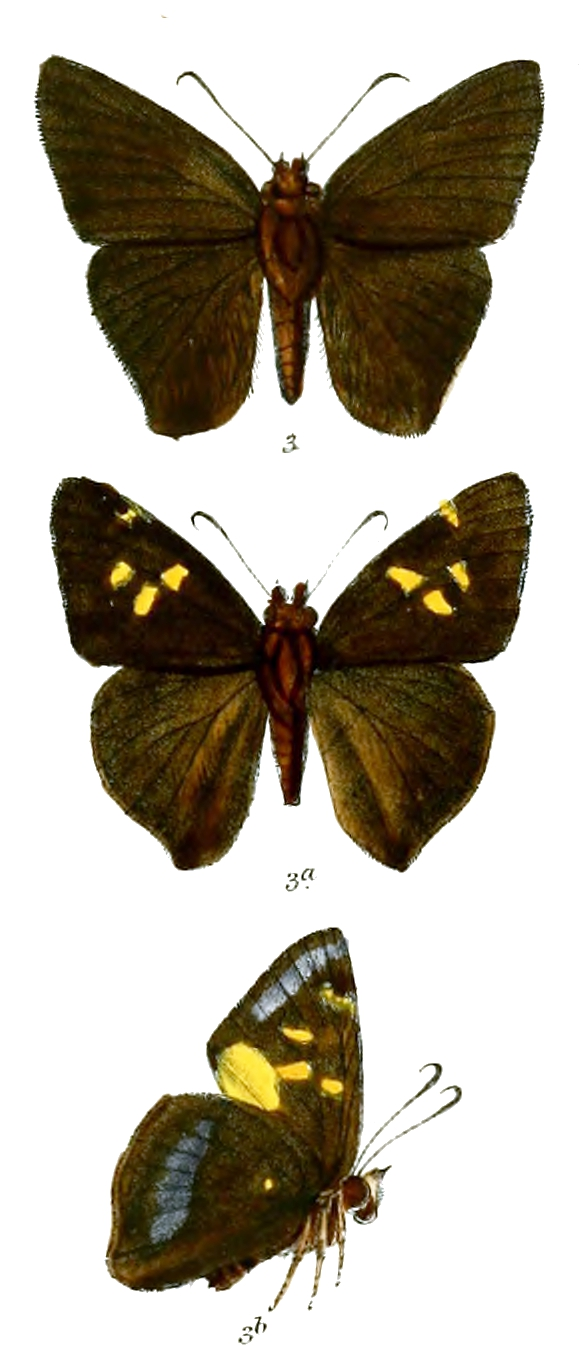
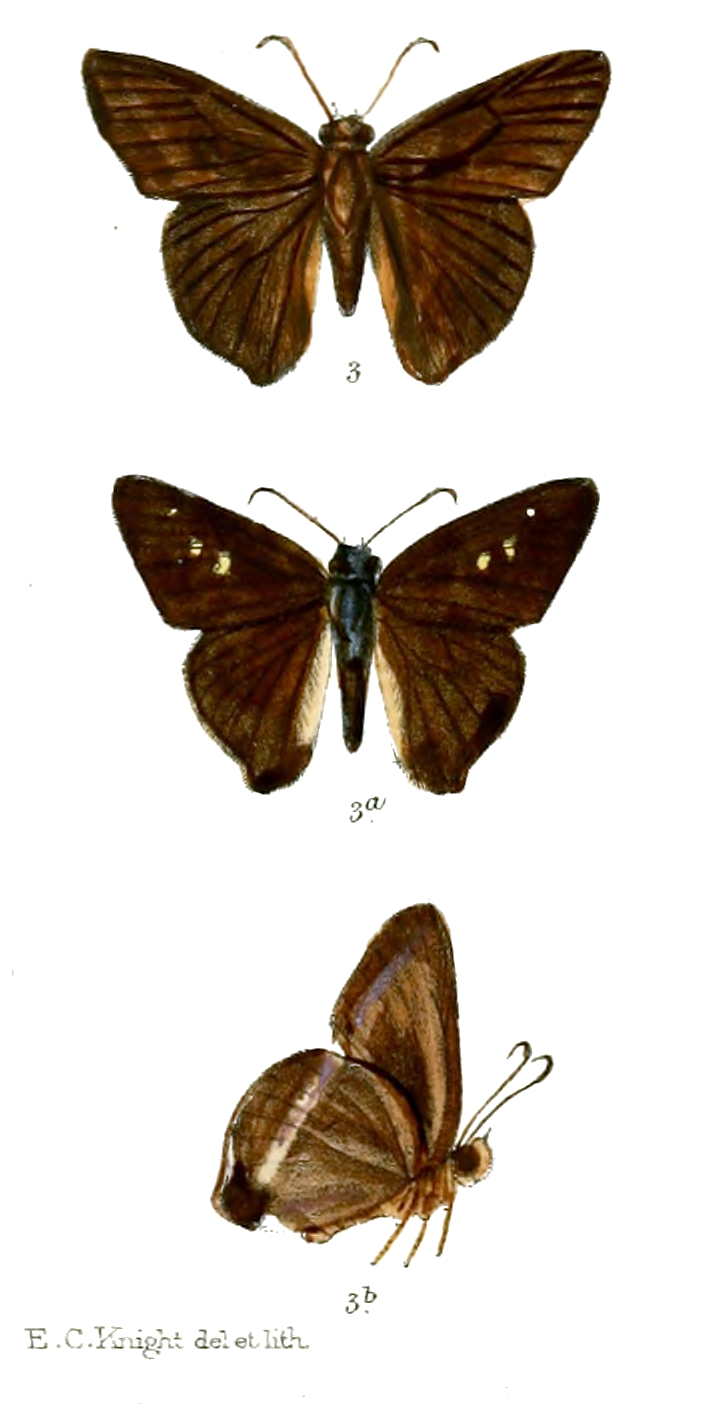
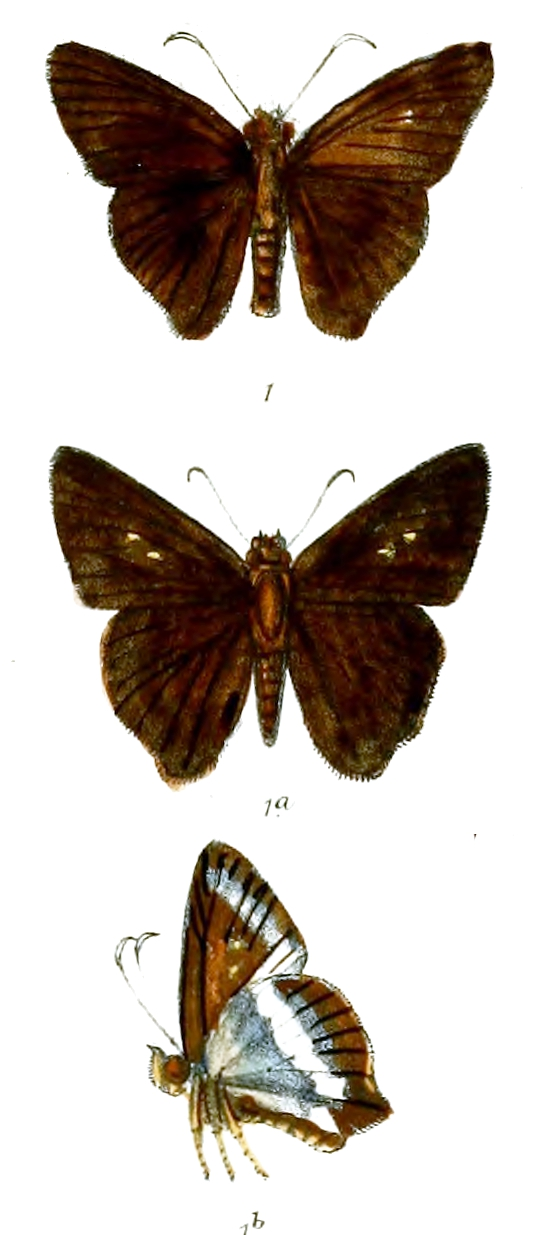
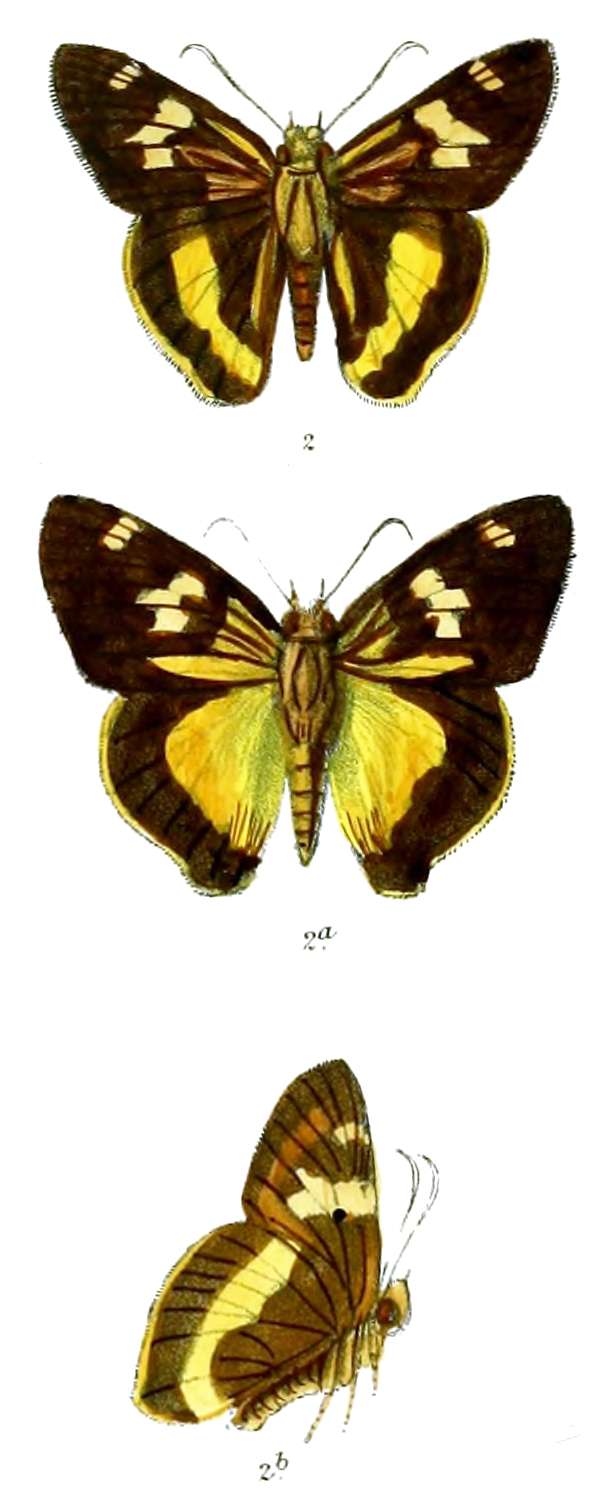
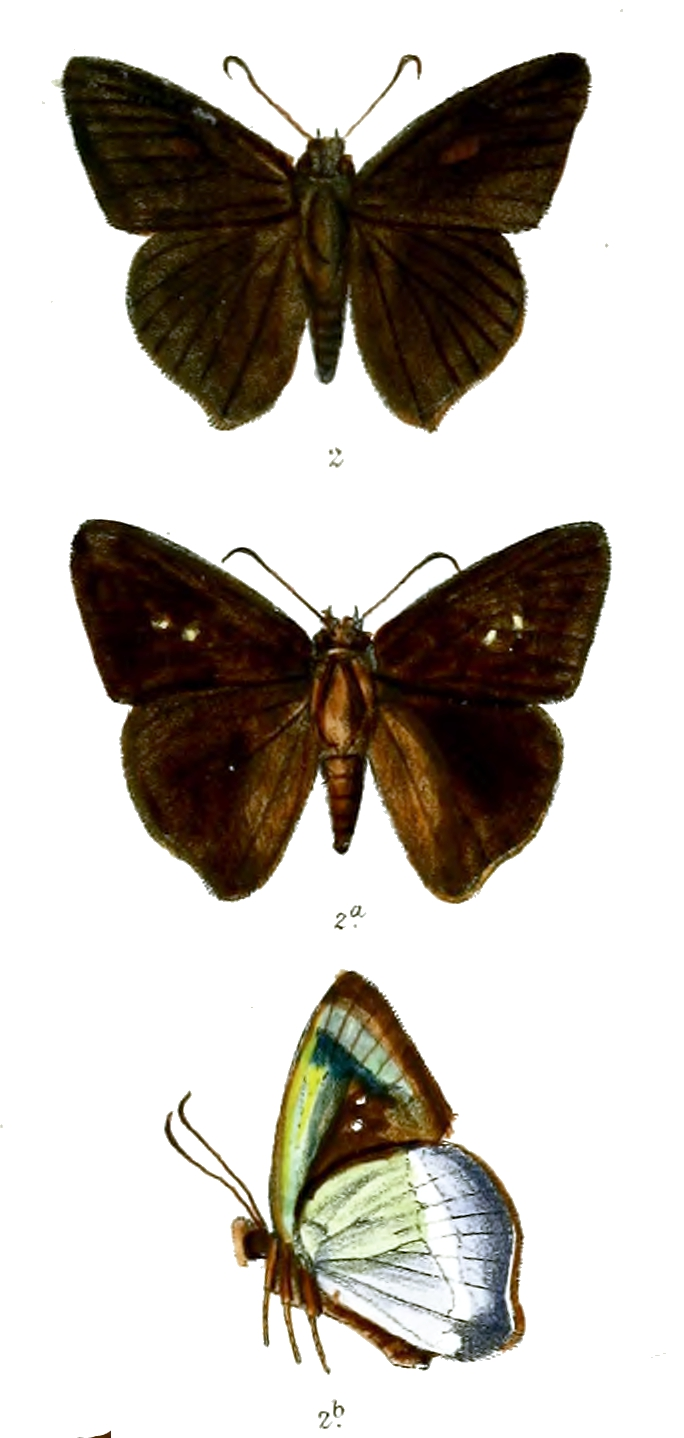
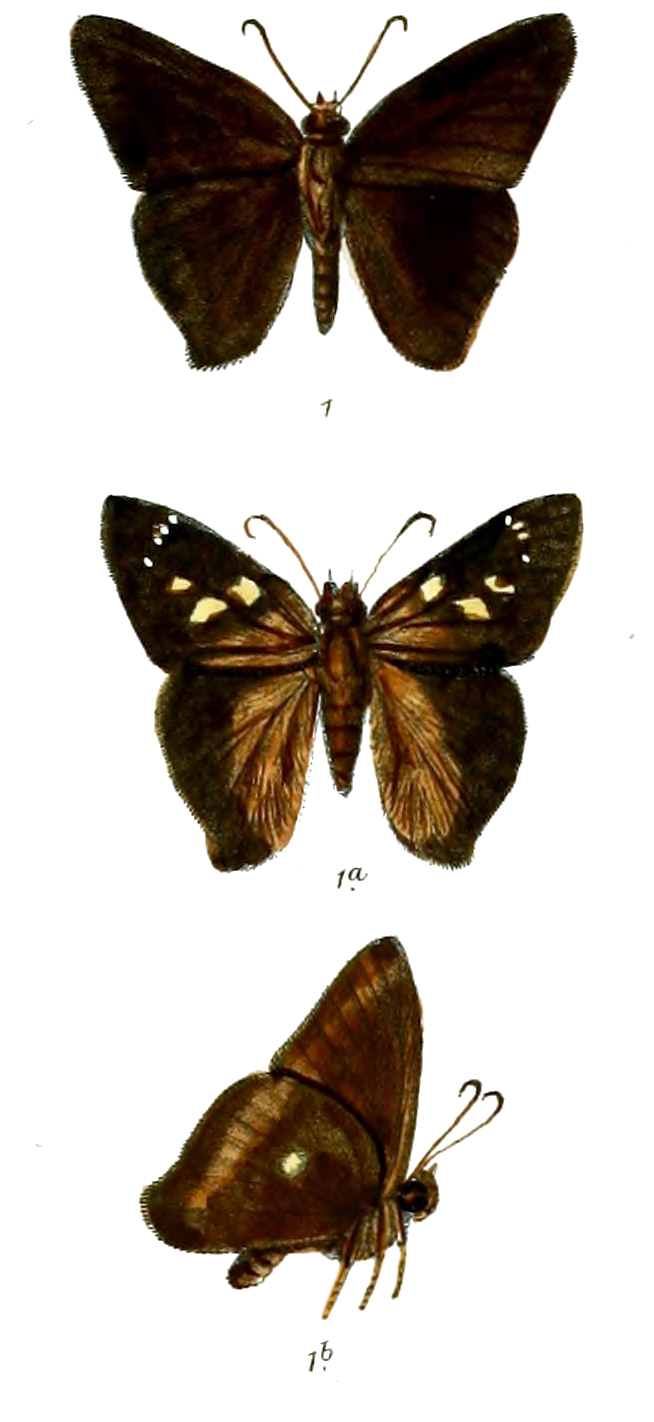

## Dottertaxa tillHasora, i alfabetisk ordning[1]
- Hasora acakra
- Hasora akshita
- Hasora alexis
- Hasora almea
- Hasora amboinensis
- Hasora andama
- Hasora anura
- Hasora apara
- Hasora arua
- Hasora attenuata
- Hasora avajra
- Hasora badra
- Hasora bhavara
- Hasora bilunata
- Hasora binga
- Hasora borneensis
- Hasora buina
- Hasora burgeri
- Hasora butleri
- Hasora canostigma
- Hasora celaenus
- Hasora celebica
- Hasora certhia
- Hasora chabrona
- Hasora chalybeata
- Hasora chalybeia
- Hasora china
- Hasora chromus
- Hasora chuza
- Hasora cirta
- Hasora contempta
- Hasora coulteri
- Hasora cridatta
- Hasora dampierensis
- Hasora danda
- Hasora derma
- Hasora diana
- Hasora dipama
- Hasora discolor
- Hasora eira
- Hasora fenestrata
- Hasora funebris
- Hasora galaca
- Hasora ganapata
- Hasora gaspa
- Hasora gentiana
- Hasora gnaeus
- Hasora godana
- Hasora hadria
- Hasora haslia
- Hasora hobroa
- Hasora hondai
- Hasora hurama
- Hasora indica
- Hasora inermis
- Hasora junta
- Hasora khoda
- Hasora kieta
- Hasora lanka
- Hasora latifascia
- Hasora lavella
- Hasora leucospila
- Hasora linda
- Hasora lioneli
- Hasora lizetta
- Hasora lucescens
- Hasora lugubris
- Hasora luza
- Hasora madatta
- Hasora malayana
- Hasora manda
- Hasora mastusia
- Hasora matisca
- Hasora mavis
- Hasora meala
- Hasora milona
- Hasora minsona
- Hasora mixta
- Hasora moestissima
- Hasora mola
- Hasora mus
- Hasora myra
- Hasora padma
- Hasora pahanga
- Hasora palinda
- Hasora parnia
- Hasora pathana
- Hasora perplexa
- Hasora philetas
- Hasora plexa
- Hasora postfasciata
- Hasora prabha
- Hasora pramidha
- Hasora proximata
- Hasora proxissima
- Hasora quadripunctata
- Hasora ribbei
- Hasora saida
- Hasora salanga
- Hasora sankarya
- Hasora schoenherr
- Hasora siamica
- Hasora simillima
- Hasora simplicissima
- Hasora siva
- Hasora spila
- Hasora splendida
- Hasora subcaelestis
- Hasora sula
- Hasora sumatranus
- Hasora takwa
- Hasora taminatus
- Hasora tantra
- Hasora thridas
- Hasora tyrius
- Hasora umbrina
- Hasora unica
- Hasora vairacana
- Hasora venesta
- Hasora wilcocksi
- Hasora violacea
- Hasora vitta
- Hasora vivapama
- Hasora woolletti
- Hasora wortha
- Hasora yanuna
- Hasora zoma